# Гаркуша Олександр Петрович
Олекса́ндр Петро́вич Гарку́ша (нар. 28 лютого 2003, с. Зоря, Дніпропетровська область, Україна) — український військовослужбовець, солдат Збройних сил України. Перший в Україні кавалер ордена «За мужність» III ступеня в 17-річному віці.

## Життєпис
Народився 28 лютого 2003 року в селі Зоря Васильківського району Дніпропетровської області.
1 липня 2019 року, бувши другокурсником Криворізького ліцею-інтернату з посиленою військово-фізичною підготовкою, врятував життя п'ятьох неповнолітніх у селищі Пашена Балка, що на Дніпропетровщині.
У 2020 році закінчив Криворізький ліцей-інтернат з посиленою військово-фізичною підготовкою та вступив до військової академії в Одесі.

## Нагороди
- орден «За мужність» III ступеня (2020) — за вагомий особистий внесок у забезпечення реалізації державної політики у сфері соціального захисту дітей, створення умов для їх всебічного розвитку та високий професіоналізм[4].
- Медаль Всеукраїнського об'єднання «КРАЇНА» «За вірність національній ідеї» (2019)[5].